# Venter Straße
Die Venter Straße (L 240) ist eine Landesstraße in Tirol. Sie führt von Zwieselstein im Ötztal durch das Venter Tal bis Vent und ist 13,39 km lang.

## Verlauf
Die Venter Straße zweigt in Zwieselstein von der Ötztalstraße (B 186) ins Venter Tal ab und führt zunächst am linken Ufer der Venter Ache durch Bodenegg und Heiligkreuz. Hinter Heiligkreuz wechselt sie für knapp 2 km ans rechte Ufer und passiert Winterstall. Im folgenden Abschnitt auf der linken Talseite ist die Straße besonders durch Steinschlag, Muren und Lawinen gefährdet und führt durch mehrere Galerien. In Vent verläuft sie durch den Ort und endet nach der Brücke über die Venter Ache vor dem Hotel Vent.

## Geschichte
Bis ins 20. Jahrhundert war Vent aus dem Ötztal nur über einen Saumpfad erreichbar, den Franz Senn, damals Kurat in Vent, zur Förderung des Fremdenverkehrs 1867 ausbauen ließ. Seit 1913 führte die Ötztalstraße bis Zwieselstein, der geplante Weiterbau nach Vent wurde durch den Ersten Weltkrieg verhindert. In der Zwischenkriegszeit wurde aus Geldmangel und aufgrund technischer Schwierigkeiten nur schleppend an der Straße gebaut. 1927 fuhr das erste Auto auf den vorhandenen Wegen nach Vent. Erst 1956 war die Straße fertiggestellt, allerdings nur einspurig. Es bestand eine Einbahnregelung, die im Stundentakt die Richtung wechselte. 1972 wurde ein Teil der Straße verlegt, mit neuen Brücken versehen und verbreitert. Seit 1976 ist die Straße durchgehend zweispurig befahrbar. In der Folge wurde die Straße nach und nach lawinensicher verbaut. 2015 wurden die ehemals getrennten Galerien Glasair und Bruchscheibe durch eine weitere Galerie verbunden. Dadurch entstand eine durchgehende Galerie mit einer Länge von 1320 m.
Die Venter Straße ist trotz der Schutzbauten immer wieder von Muren, Steinschlägen und vor allem Lawinen verlegt. In den Jahren 1986 bis 2004 musste die Straße 173 Mal zwischen Bodenegg und Winterstall und 241 Mal zwischen Winterstall und Vent gesperrt werden, wobei der Monat März am häufigsten von Sperren betroffen war. Im Mai 2019 verlegte ein großer Felssturz zwischen Winterstall und Vent die Straße, die daraufhin zwei Wochen lang gesperrt bleiben musste und auch in den folgenden Wochen nur einspurig befahrbar und nachts gesperrt war. Während der Vollsperrung wurde Vent mit einer Luftbrücke versorgt.